# Anglais (peuple)
« Les Anglais » redirige ici.  Pour les autres significations, voir Anglais (homonymie).
 (avril 2015).
Améliorez-le ou discutez des points à vérifier. 
En français, les Anglais sont : 
- selon le droit du sol et le droit international, les citoyens britanniques habitant l'Angleterre et eux seuls, quelles que soient leurs langues, origines et traditions culturelles[1] ;
- selon le droit du sang, la définition ethnique et l'appartenance linguistique et culturelle, le groupe ethnique de langue germanique appelé « Anglais » [ɑ̃.ɡlɛ] (en anglais English, toujours employé au pluriel pour désigner collectivement tous les Anglais : un Anglais = an Englishman, une Anglaise = an Englishwoman).

Bien qu'il arrive assez souvent que le terme « Anglais » soit utilisé pour désigner plus largement les Britanniques, cet usage est incorrect puisque le Royaume-Uni est composé de quatre nations distinctes : l'Angleterre, le pays de Galles, l'Écosse et l'Irlande du Nord.

## Anthropologie

### Origines
Il y a beaucoup de théories sur le peuplement de l’Angleterre, initialement incluse dans la Britannia celtique de l'Antiquité. Les invasions germaniques des Ve et VIe siècles ont ajouté à ce fonds celtique ce qu'on appelle les Anglo-Saxons : essentiellement des Angles, des Jutes et des Saxons. Plus tardivement, autour des IXe et Xe siècles, ont débarqué des Scandinaves essentiellement danois, puis au XIe siècle des Franco-Normands venus du duché de Normandie, ainsi que des Flamands (soldats, artisans, commerçants...). De leur côté, les auteurs protochronistes, comme Stephen Oppenheimer, affirment que l'arrivée des peuples germaniques remonte beaucoup plus tôt dans l'histoire, juste après le retrait du glacier qui recouvrait la Grande-Bretagne il y a onze mille ans : ils entendent ainsi démontrer que, contrairement à ce que l'on pense généralement, les Anglais seraient aussi natifs que les Gallois et que les Écossais.

### Anthropologie physique
Selon une étude britannique menée à la fin des années 2000 par l'ONS, l'homme anglais mesure en moyenne 175,3 cm (5ft 9in) pour un poids moyen de 83,6 kg (13.16 stone), tandis que la femme anglaise mesure en moyenne 161,6 cm (5ft 3in) pour un poids moyen de 70,2 kg (11 stone).
Selon une étude menée en 2019, 48 % des Anglais ont les yeux bleus.

## Temps de travail et salaires
En 2010, l'homme anglais travaillait en moyenne 39 heures par semaine et gagnait en moyenne 28 270 £ par an (soit environ 34 000 €), tandis que les femmes anglaises travaillaient en moyenne 34 heures par semaine et gagnaient en moyenne 22 151 £ par an (soit environ 26 000 €).

## Migrations et diaspora
- Anglo-Américains (groupe ethnique)